# Oglasa dia
Oglasa dia là một loài bướm đêm trong họ Noctuidae.